# Zuma (joc video)
- Zuma este un joc puzzle rapid dezvoltat de PopCap Games. Acesta poate fi jucat gratuit online pe mai multe site-uri web și poate fi achiziționat pentru diferite platforme, inclusiv PDA-uri, telefoanele mobile și iPod. O versiune îmbunătățită, numit Zuma Deluxe, este disponibilă pentru achiziționare pentru Windows, Mac OS X

În 2004 Zuma a fost numit de RealArcade jocul anului. O continuare a jocului, denumită Zuma's Revenge!, (care conține moduri de joc, arme, tactici și dușmani noi) a fost lansată pe 15 septembrie 2009 pentru Windows și Mac. Zuma Blitz a aparut pe Facebook, la 14 decembrie 2010.
Zuma se joacă doar cu mouse-ul, unde trebuie să nimerești mai mult de trei bile de aceeași culoare, pentru ca ele să dispară și să primești puncte.